# (4386) Lüst
(4386) Lust, désignation internationale (4386) Lüst, est un astéroïde de la ceinture principale.

## Description
(4386) Lust est un astéroïde de la ceinture principale. Il fut découvert le 26 septembre 1960 à l'Observatoire Palomar par Cornelis Johannes van Houten, Ingrid van Houten-Groeneveld et Tom Gehrels. Il présente une orbite caractérisée par un demi-grand axe de 3,16 UA, une excentricité de 0,19 et une inclinaison de 11,5° par rapport à l'écliptique.

## Compléments